# Ciocani
Ciocani è un comune della Romania di 1 784 abitanti, ubicato nel distretto di Vaslui, nella regione storica della Moldavia. 
Il comune è formato dall'unione di 4 villaggi: Ciocani, Crâng, Crângu Nou, Podu Pietriș.
Ciocani è divenuto comune autonomo nel 2004, staccandosi dal comune di Perieni.